# Síndrome de Roussy-Lévy
El síndrome de Roussy-Lévy , también conocido como ataxia arrefléxica hereditaria de Roussy-Lévy, es un trastorno genético poco común de los seres humanos que provoca una atrofia muscular progresiva. Es causada por mutaciones en los genes que codifican las proteínas necesarias para el funcionamiento de la vaina de mielina de las neuronas, lo que afecta la conductancia de las señales nerviosas y provoca la pérdida de la capacidad de movimiento de los músculos.
La condición afecta a personas desde bebés hasta adultos y se hereda de manera autosómica dominante. Actualmente, no se conoce cura para el trastorno.

## Historia
En 1926, los científicos Gustave Roussy y Gabrielle Lévy informaron 7 casos dentro de una misma familia de un trastorno de herencia dominante durante 4 generaciones. Se dieron cuenta de que las características destacadas de este trastorno eran una marcha inestable durante la primera infancia y la arreflexia, o la ausencia de reflejos, lo que finalmente provocaba torpeza y debilidad muscular. Durante una biopsia de nervio de algunos de los pacientes originales, las lesiones desmielinizantes encontradas llevaron a los científicos a creer que el síndrome de Roussy-Lévy era una variante de la enfermedad desmielinizante de Charcot-Marie-Tooth (CMT-1). 